# تنانا (آلاسکا)
تانانا (به انگلیسی: Tanana) شهری در ناحیه سرشماری یوکان-کویوکوک ایالت آلاسکا است که جمعیت آن در سرشماری سال ۲۰۰۰ میلادی ۳۰۸ نفر بوده‌است.